# Sombria-de-capuz

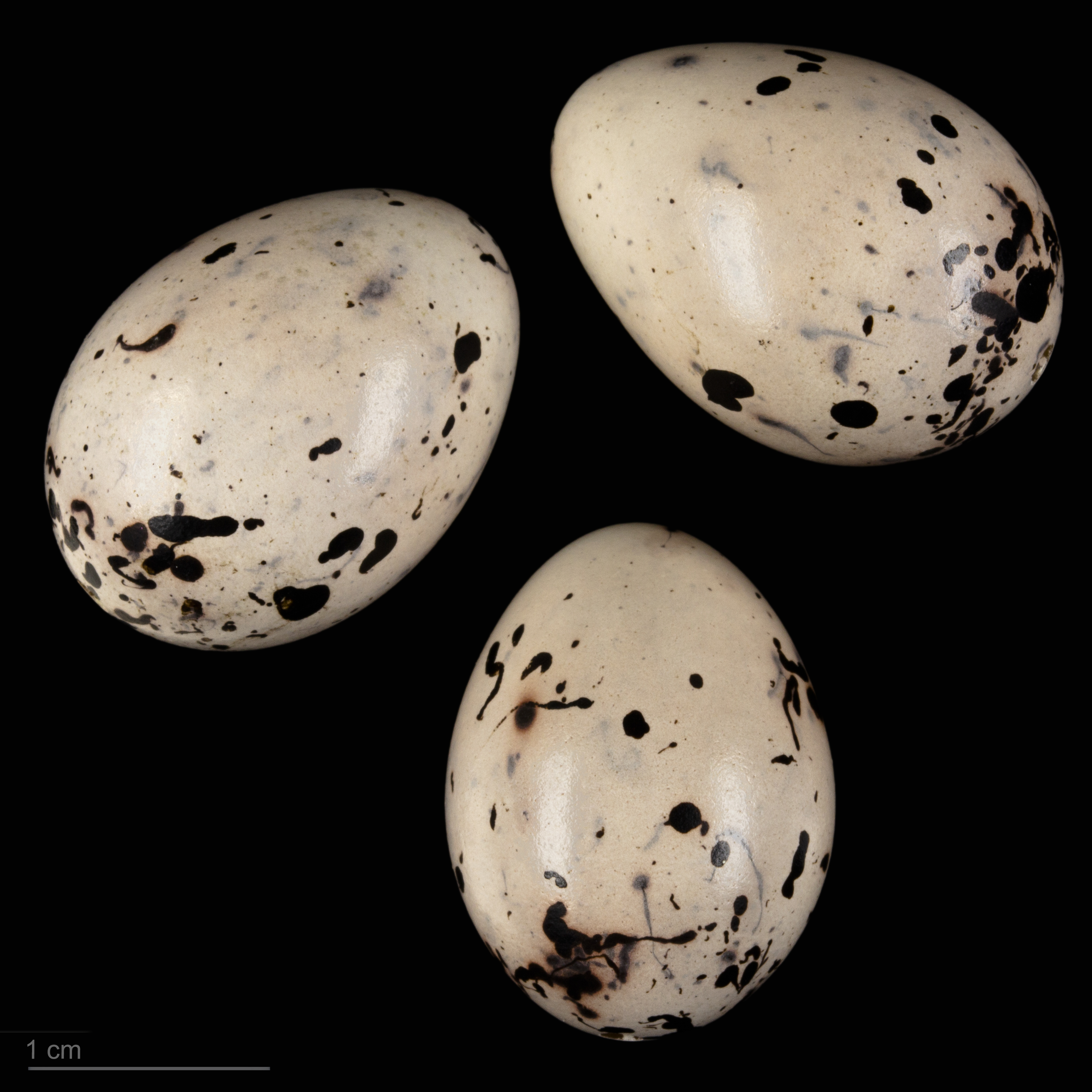
Ovos de Emberiza caesia exposto no Museu de Toulouse

Sombria-de-capuz (Emberiza caesia) ou Escrevedeira-cinzenta é uma ave passeriforme da família Emberizidae, um grupo atualmente separado pela maioria dos autores modernos dos tentilhões (Fringillidae).
Reproduz-se na Grécia, na Turquia, em Chipre e no Levante. É migratória, invernando no Sudão e no norte da Eritreia. É uma espécie muito rara na Europa Ocidental.
Se reproduz em encostas ensolaradas e abertas com alguns arbustos. É principalmente costeiro ou insular, e muitas vezes se reproduz em níveis mais baixos do que a espécie aparentada ortolano, onde ambas ocorrem. Bota de quatro a seis ovos em um ninho no solo. Sua alimentação natural é constituída por sementes e, quando alimenta filhotes, por insetos.
Esta ave é menor que o ortolano. O macho reprodutor tem cabeça cinzenta com bigodes alaranjados. As partes superiores são castanhas e com muitas listras, exceto na garupa, e as partes inferiores são laranja-ferrugem. O bico robusto é rosa.
As fêmeas e as aves jovens têm um padrão de cabeça mais fraco e são mais semelhantes aos ortolanos. Eles podem ser distinguidos pela garupa castanho-quente e pelo anel ocular branco.
O nome inglês homenageia o médico e cientista alemão Philipp Jakob Cretzschmar, que fundou o Museu de História Natural Senckenberg. O nome do gênero Emberiza vem do alemão antigo Embritz, que quer dizer "uma bandeira". O caesias vem do latim caesius, que significa "cinza azulado".